# Přeměna beta plus
Přeměna beta plus (β+), též nazývaná vyzáření/emise pozitronu je druh radioaktivní přeměny, při které proton v atomovém jádru vyzáří pozitron a elektronové neutrino, přičemž se změní na neutron. Protonové číslo nuklidu se tak sníží o 1 a nukleonové číslo se nezmění. Tato přeměna je způsobena slabou jadernou interakcí.
Příkladem přeměny β+ je přeměna hořčíku-23 na sodík-23:
 23
12 Mg →  23
11 Na + e+ + νe
Jelikož taková přeměna snižuje protonové číslo nuklidu, objevuje se většinou u radionuklidů s velkým přebytkem protonů. Změna protonového čísla také znamená přeměnu na jiný chemický prvek.
Přeměna beta plus by neměla být zaměňována s přeměnou beta minus, kdy dochází k vyzáření elektronu a přeměně neutronu na proton, čímž protonové číslo vzroste o 1.

## Objev přeměny
V roce 1934 prováděli Frédéric a Irène Joliot-Curie bombardování hliníku alfa částicemi za dosažení reakce  4
2 He +  27
13 Al →  30
15 P +  1
0 n, a zpozorovali, že produkt reakce  30
15 P vyzařuje pozitrony shodné s těmi, které našel roku 1932 Carl David Anderson v kosmickém záření, což byl první popsaný případ beta plus přeměny. Jev pojmenovali „umělá“ radioaktivita. Za objev umělé radioaktivity získali Nobelovu cenu.

## β+radioaktivní izotopy
Izotopy, u kterých probíhá tato přeměna a vyzařují tedy pozitrony, jsou například draslík-40, dusík-13, sodík-22, hliník-26 a jod-121. Příklad přeměny:
 22
11 Na →  22
10 Ne + e+ + νe

## Zachování energie
Když je z původního jádra vyzářen pozitron, vzniklý (Z−1) atom se musí zbavit jednoho elektronu v obalu, aby atom zůstal neutrální. To znamená, že atom ztratí hmotnost dvou elektronů (jednoho od elektronu a jednoho od pozitronu) a přeměna beta plus je energeticky možná pouze tehdy, když je hmotnost vzniklého atomu alespoň o dvě hmotnosti elektronu (1,02 MeV) menší oproti původnímu atomu. Izotopy, u kterých při přeměně protonu na neutron jejich hmotnost vzroste nebo klesne o méně než 2me, se nemohou přeměňovat tímto způsobem.

## Využití
β+ radioaktivní izotopy, například 11C, 13N, 15O a 18F, se používají v pozitronové emisní tomografii.